# تونل هوراسترو
«تونل هوراسترو» (انگلیسی: The Haverstraw Tunnel) یک فیلم صامت کوتاه آمریکایی در سبک مستند است که در سال ۱۸۹۷ منتشر شد. این فیلم نخستین اثری بود که با ژانر و سبک دوربین متحرک یا فانتوم راید (Phantom ride) ساخته شد.